# Filip de Bizanci
Filip de Bizanci, en llatí Philippus Byzantinus, en grec antic Φίλιππος, fou un poeta grec, amb algun epigrama inclòs a l'Antologia grega.
Fabricius li dona aquest nom però no dona la seva època. Un epigrama sobre Hèrcules que apareix a la Mythologiae de Natalis Comes, potser d'aquest autor, és atribuït per algunes fonts a Filip de Tessalònica. Fabricius també l'anomena Filip Epigramàtic, nom amb què es refereix a diversos Philippus.